# Skidskytte vid olympiska vinterspelen 1964
Skidskytte vid olympiska vinterspelen 1964 hölls i Innsbruck, Tyrolen, Österrike.

## Herrar

### 20 kilometer
| Placering | Skidskytt                 | Tid       | Tappad tid | Tillagd tid |
| --------- | ------------------------- | --------- | ---------- | ----------- |
| Guld      | Vladimir Melanin (URS)    | 1:20:26.8 | 0          | 1:20:26.8   |
| Silver    | Aleksandr Privalov (URS)  | 1:23:42.5 | 0          | 1:23:42.5   |
| Brons     | Olav Jordet (NOR)         | 1:22:38.8 | 1          | 1:24:38.8   |
| 4.        | Ragnar Tveiten (NOR)      | 1:19:52.5 | 3          | 1:25:52.5   |
| 5.        | Vilmoş Gheorghe (ROU)     | 1:22:18.0 | 2          | 1:26:18.0   |
| 6.        | Józef Rubiś (POL)         | 1:22:31.6 | 2          | 1:26:31.6   |
| 7.        | Valentin Pshenitsyn (URS) | 1:22:59.0 | 2          | 1:26:59.0   |
| 8.        | Hannu Posti (FIN)         | 1:25:16.5 | 1          | 1:27:16.5   |

Före 1968 tillämpades 2-minutersstraff för varje bom, vilket 1968 ändrades till 1 minut.